# Álvaro Rafael González
Pour les articles homonymes, voir Álvaro González et González.
Álvaro González est un footballeur international uruguayen né le 29 octobre 1984 à Montevideo évoluant au poste de milieu droit.

## Carrière en club

### Defensor SC
González a commencé sa carrière en 2003 avec  le Defensor Sporting Club en Uruguay. Il débute et devient un grand espoir pour son pays. Les supporteurs l'apprécient, mais González quittera le club après quatre belles saisons au sein du club. Il a joué 125 et a marqué à 8 reprises toutes compétitions confondues.

### Boca Juniors
En août 2007, il est transféré au grand club du Boca Juniors. Il réalise des performances convenables mais insuffisantes par rapport aux attentes du club. Sans être vraiment décisif, Lui et le club remportent la Recopa Sudamericana 2008. Son seul but marqué avec Boca Juniors est contre le Velez Sarsfield. En 2009, il quitte le club après avoir joué 49 matchs et marqué 1 but.

### Nacional
En 2009, il retourne dans le championnat d'Uruguay mais cette fois dans l'équipe du Nacional. Il réalise une saison complète, en jouant souvent, mais le club ne le garde pas à la fin de la saison. Il avait marqué à 3 reprises après 37 matchs joués. 

### Lazio Rome

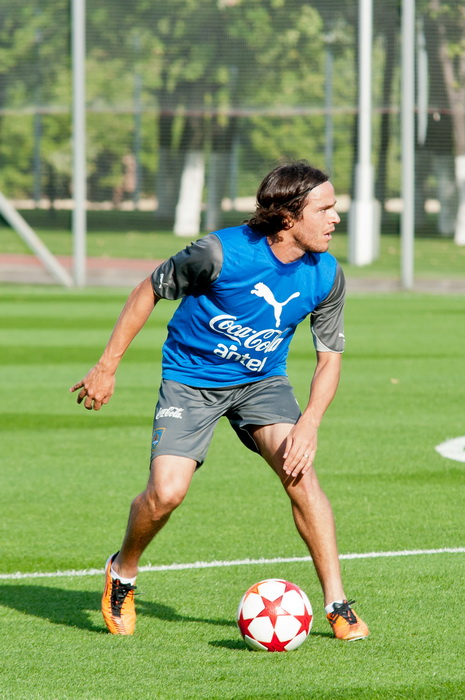
Gonzalez avant un match en 2011.

En août 2010, il a signé un contrat de trois ans avec le club italien de la Lazio Rome en échange de 2 millions d'euros. Il a fait ses débuts en Serie A le 22 septembre 2010, contre la Fiorentina. Alvaro Gonzalez a marqué son premier but en Serie A contre Brescia et a célébré son but en imitant un appel téléphonique en Uruguay en prenant sa chaussure droite.
Lors de la saison 2012-2013, Gonzalez est vu comme un protagoniste aux yeux de l'entraîneur de la Lazio, Vladimir Petković. Petković a fait joué Gonzalez dans de multiples positionnements sur le terrain : milieu de terrain défensif, latéral droit puis milieu droit. Alvaro Gonzalez a joué plus de 50 matchs lors de la saison 2012-2013 toutes compétitions confondues (49 avec la Lazio Rome), ce qui prouve son endurance. Il a également marqué des buts en Serie A, Coppa Italia et en Ligue Europa. 
Le club cherche à s'en débarrasser temporairement, sous forme de prêt. Chose faite, en 2015, il est prêté au Torino FC.

### Torino FC
Le 1er février 2015, le Torino FC a annoncé la signature de Gonzalez pour un prêt de six mois avec une option d'achat. Il participe à très peu de match, avec le Torino FC. Il a joué 4 matchs de Série A avant la fin de son prêt. L'option d'achat ne sera pas levée par le Torino FC qui ne voit pas l’intérêt d'un nouveau joueur à ce poste.

### CF Atlas
Au mois d’août 2015, il est prêté au CF Atlas avec option d'achat.

## Carrière internationale
Ses débuts pour La Celeste furent contre la Roumanie en mai 2006. Après avoir joué pour l'équipe en 2010 lors de la Coupe du monde de la FIFA, il a été omis de l'équipe qui a terminé quatrième du tournoi.   
Il est sélectionné avec l'Uruguay pour participer à la Copa América 2011 qu'il gagnera après avoir joué quatre matches, dont la finale contre le Paraguay. Il est de nouveau sélectionné pour participer à la Coupe des confédérations 2013. L'Uruguay sera sortie par le Brésil malgré un très bon match des Uruguayens.   
Gonzalez participera à 12 matchs de l'Uruguay pour les éliminatoires du mondial 2014. Le 2 juin 2014, il est sélectionné pour participer à la Coupe du monde 2014. Il ne jouera qu'un match, le premier de l'Uruguay dans la compétition, une défaite 3-1 contre le Costa Rica à Fortaleza.   
Alvaro Gonzalez participera ensuite à la Copa America 2015 où l'Uruguay sera éliminée en quarts-de-finale par le Chili, futur vainqueur de la compétition. Il enchaîna lors de la Copa America 2016, la Celeste sortant durant les phases de poules.  

## Palmarès
- Coupe d'Italie : 2013